# Římskokatolická farnost Kostelní Radouň
Římskokatolická farnost Kostelní Radouň je územním společenstvím římských katolíků v rámci jindřichohradeckého vikariátu českobudějovické diecéze.

## O farnosti

### Historie
Roku 1354 byla v Kostelní Radouni zřízena plebánie. Kostel byl postaven v letech 1360–1370. Farnost po roce 1620 zanikla a její území bylo přifařeno ke Kamenici nad Lipou. Farnost byla obnovena v roce 1672. Ve 20. století přestal být do Kostelní Radouně ustanovován sídelní duchovní správce.

### Současnost
Farnost v Kostelní Radouni nemá v současnosti sídelního duchovního správce, a je administrována ex currendo z proboštství v Jindřichově Hradci. Od července 2012 byl administrátorem excurrendo R.D. Ivo Valášek, jeho nástupcem se stal R.D. Ivo Prokop.
| Kostel          | Místo           | Bohoslužba             | Bohoslužba                                    | Poznámka     |
| --------------- | --------------- | ---------------------- | --------------------------------------------- | ------------ |
| Kaple           | Bukovka         | neslouží se pravidelně | neslouží se pravidelně                        | obecní kaple |
| Kaple           | Horní Radouň    | neslouží se pravidelně | neslouží se pravidelně                        | obecní kaple |
| Kostel sv. Víta | Kostelní Radouň | neděle                 | 11.00 (střídavě Mše svatá a bohoslužba slova) | farní kostel |

## Fotografie

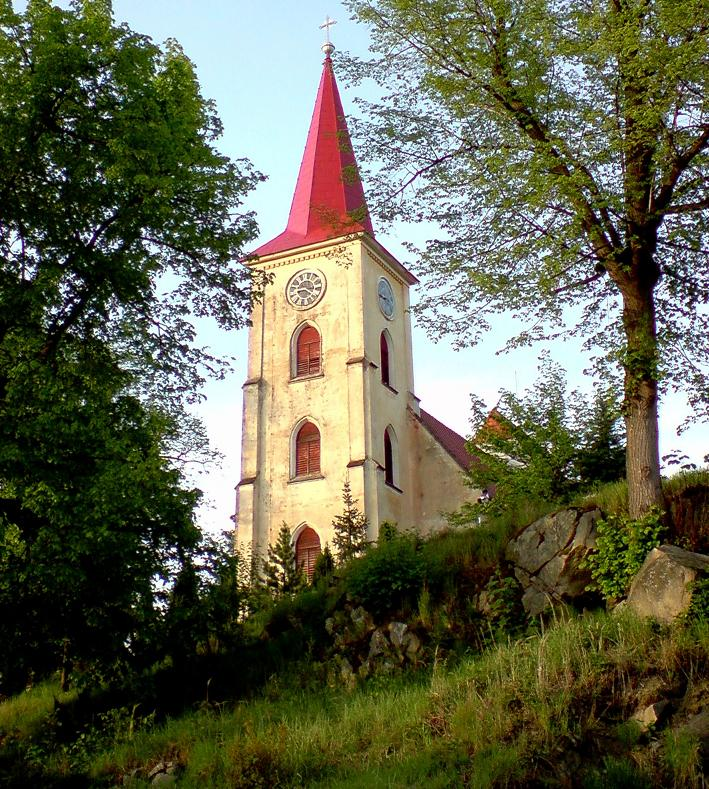
Farní kostel sv. Víta.
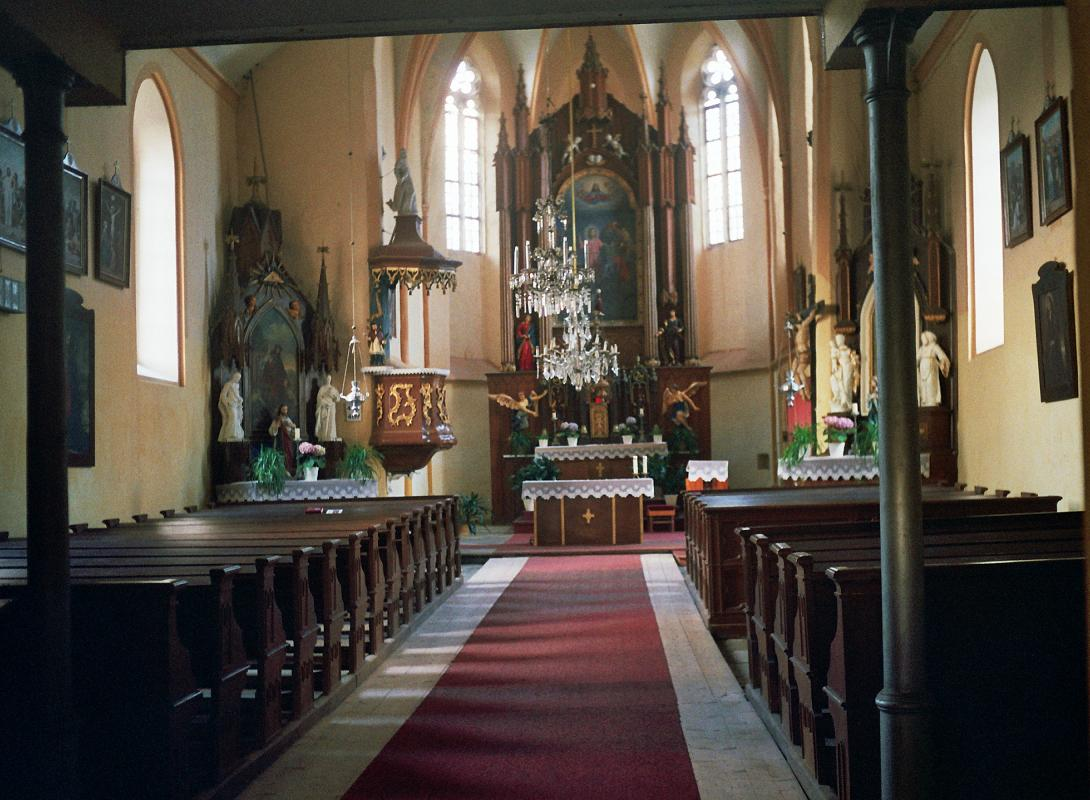
Interiér farního kostela.
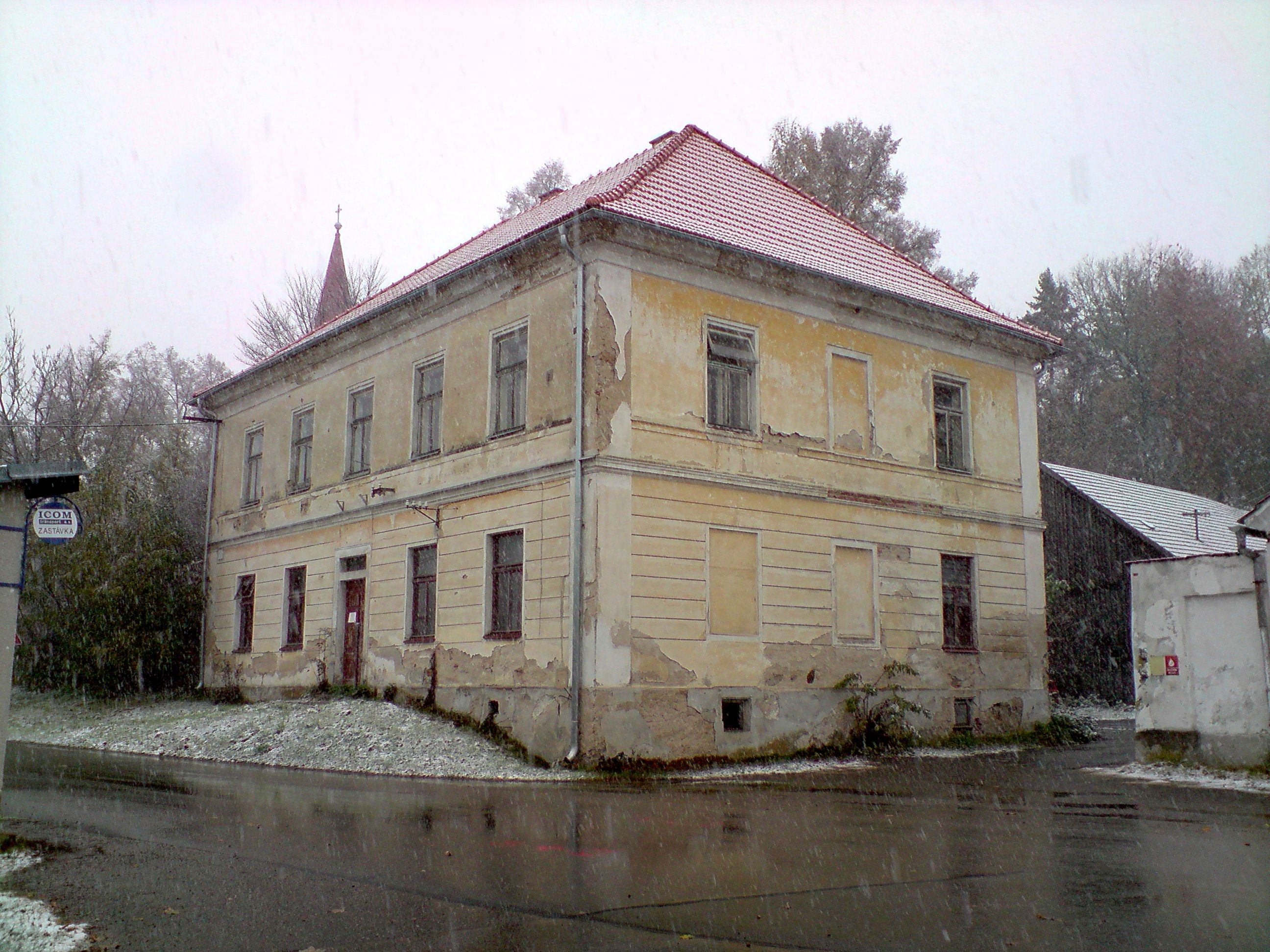
Bývalá fara.